# Четверо з одного двору
Четверо з одного двору(рос. Четверо с одного двора)
— радянський короткометражний мальований мультфільм для дітей, знятий режисером-мультиплікатором Інесою Ковалевською на студії «Союзмультфільм» у 1967 році. Перший мультфільм, текст пісні до якого написав поет-пісняр Юрій Ентін.

## Сюжет
Жили на одному дворі четверо друзів: кошеня, щеня, козеня і маленьке курча. Але тільки вони весь час лаялися через те, що в них завжди щось пропадало. У кошеня зникло з миски молоко, у цуценя — кісточка, у козеня — морквина, а курча взагалі мало не з'їли. Але одного разу друзі зовсім випадково знайшли щура-злодійку, якого потім всі разом дружно спіймали в мишоловку і той поплатився за свою крадіжку.

## Творці
- Автори сценарію: Олександр Кумма, Сакко Рунге
- Режисер: Інесса Ковалевська
- Художники-постановники: Жеребчевський, Макс Соломонович Макс Жеребчевський, Менделевич, Данило Олександрович Данило Менделевич]
- Композитор: Геннадій Гладков
- Текст пісні: Юрія Ентіна
- Оператор: Олена Петрова
- Звукооператор: Сергій Крейль
- Монтаж: Ізабелла Герасимова, Олена Тертична
- Редактор:  Петро Фролов
- Художники-мультиплікатори: Галина Баринова, Ельвіра Маслова, Леонід Носирєв, Генна , Яна Вольська, Наталія Богомолова, Ольга Орлова
- Асистенти: Галина Андрєєва, Світлана Скребнєва, Світлана Кощеєва
- Директор картини: А. Зоріна

### Ролі озвучували
- Клара Рум'янова — Кошеня
- Тамара Дмитрієва - Цуценя
- Марія Виноградова — Козеня
- Рина Зелена - Курча

## Видання на DVD
У 2007 рік у мультфільм був офіційно випущений на DVD компанією «Великий план» у збірці « Бременські музиканти» з іншими мультфільмами Інеси Ковалевської. При записі була використана цифрова реставрація зображення та звуку.